# Juan Alberto Ayala Ramírez
Juan Alberto Ayala Ramírez (Pregonero, 15 de noviembre de 1973) es un sacerdote, profesor y obispo católico venezolano que se desempeña como 1.er obispo auxiliar de San Cristóbal de Venezuela.

## Biografía

### Primeros años
Juan Alberto nació el día 15 de noviembre de 1973, en Pregonero, Táchira, Venezuela.
Su familia es de valores y principios católicos. 
Es huérfano de padre y madre desde muy pequeño.
Se quedó a cargo de sus tíos quien con amor le brindaron una educación ejemplar.

### Formación
Realizó su formación primaria en Pregonero, Táchira, Venezuela.
Fue al Seminario Diocesano Santo Tomás de Aquino, donde cursó estudios de bachillerato. 
En el Seminario Mayor estudió filosofía y teología, donde obtuvo las licenciaturas en las mismas, avalados por Instituto Universitario Eclesiástico "Santo Tomás de Aquino".
Tiene una maestría en Neurocompetencias para la Educación por la Universidad Caribbean, de Curaçao.

## Sacerdocio
Su ordenación sacerdotal fue el 1 de noviembre de 2002, a manos del Obispo de San Cristóbal de Venezuela, Mario Moronta, en Pregonero, a la edad de 28 años.
En esa misma circunscripción eclesiástica se incardinó.
Como sacerdote desempeñó los siguientes ministerios:
- Secretario y notario de la Curia Diocesana (2002 – 2003).
- Canciller de la diócesis (2002 – 2003).
- Director de Pastoral Vocacional de la diócesis (2002 – 2003).
- Vicerrector del Seminario Menor Santo Tomás de Aquino (2003 – 2015).
- Director de la Unidad Educativa "Seminario Santo Tomás de Aquino" (2008 – 2015).
- Párroco de Nuestra Señora de los Ángeles en La Grita desde agosto de 2015.
- Vicario episcopal de la Vicaría Espíritu Santo (Zona de la montaña) desde agosto de 2015.
- Miembro participante en el Concilio Plenario de Venezuela.
- Miembro de la Directiva de la Asociación Venezolana de Educación Católica (Sección Táchira).

## Episcopado

### Obispo auxiliar de San Cristóbal

#### Nombramiento
El jueves 18 de junio de 2020, el papa Francisco lo nombró obispo titular de Rusibisir y 1.er obispo auxiliar de San Cristóbal de Venezuela.
Sus palabras al recibir el encargo fueron: "muy contento, claro también con un poco de miedo... he escogido pues como lema Dios es amor ".
El 18 de junio de 2020, día de los 21 años de Mario Moronta Rodríguez en la diócesis de San Cristóbal de Venezuela, recibió el solideo y la cruz pectoral del mismo obispo, durante una ceremonia concelebrada en la Catedral de San Cristóbal.

#### Profesión de fe
El martes 8 de diciembre de 2020, día de la Inmaculada Concepción, durante una ceremonia en la Catedral de San Cristóbal, realizó la profesión de fe y el juramento de fidelidad exigido a todos los obispos antes de su ordenación.
Fue testigo Mons. Mario Moronta, Obispo de San Cristóbal, quien bendijo las insignias episcopales del nuevo prelado.

#### Ordenación Episcopal
Fue consagrado el sábado 12 de diciembre de 2020; día de la Nuestra Señora de Guadalupe, en la Capilla Jesucristo Sumo y Eterno Sacerdote del Instituto Universitario Eclesiástico Santo Tomás de Aquino, a manos del obispo de San Cristóbal, Mario Moronta.
Sus co-consagrantes fueron el Obispo Auxiliar Emérito de Mérida, Alfonso Márquez Molina y el Obispo de Machiques, Nicolás Nava Rojas.